# Duke Nukem (Game Boy Color)
Pour les articles homonymes, voir Duke Nukem (homonymie).
 (mars 2019).
Si vous disposez d'ouvrages ou d'articles de référence ou si vous connaissez des sites web de qualité traitant du thème abordé ici, merci de compléter l'article en donnant les références utiles à sa vérifiabilité et en les liant à la section « Notes et références ».
Duke Nukem est un jeu vidéo de tir à la troisième personne, sorti le 30 novembre 1999 sur Game Boy Color. Le jeu est développé par Torus Games puis édité par GT Interactive et 3D Realms. Il s'agit d'une adaptation très retravaillée de Duke Nukem II.

## Scénario
Au début de la partie, Duke est enlevé par les Zorgonites et enfermé dans une cellule sur une lointaine planète. Il doit d'abord s'échapper de sa cellule, réussir à revenir sur Terre et, tant qu'il y est, empêcher les Zorgonites d'étendre leur domination, sur l'ensemble de l'univers. Duke devra disposer d'armes et de véhicules. il devra donc faire feu de tout bois et utiliser toutes les ressources à sa portée. Il devra également se procurer des cartes d'accès pour franchir certaines portes. Il trouvera ces cartes en les cherchant au bon endroit. Certaines cartes sont bien cachées, alors Duke devra bien fouiller les moindres recoins des endroits où il se trouve.
La façon la plus efficace de venir à bout de l'empire Zorgonites consiste à éliminer leur Empereur mais cela ne sera pas facile. Des milliers de Zorgonites assoiffés de sang ont jugé de le défendre jusqu'à la mort. L'Empereur se trouve sur une autre planète. Mais Duke n'est pas du genre à se laisser abattre par ces petits détails. Une fois l'Empereur mis hors d'état de nuire, Duke pourra revenir sur Terre et goûter à nouveau les plaisirs de sa nouvelle vie.

## Système de jeu
Duke Nukem sur Game Boy Color est un jeu d'action et de plates-formes classique dans lequel le joueur peut marcher, courir, grimper des échelles, tirer et ramper. Le joueur possède également un panel d'armes et de véhicules à sa disposition.

### Ennemis
- Mech : Ces robots se déplacent sur des chenilles et tirent des rayons laser qui sortent de leur poitrine. Ils sont rapides sur les surfaces planes, mais malhabiles sur les terrains accidentés.
- Fléchette : Rapides et aéroportées, ces armes mortelles s'assemblent en une pointe effilée avant de viser Duke.
- Fléchette HS : Certaines fléchettes ne fonctionnent pas correctement. Celles-ci n'attaquent pas Duke mais explosent à son passage.
- Laser mural: Ces armes fonctionnent comme des tourelles laser, à ceci près qu'elles sont dissimulées derrière des panneaux. Elles s'activent lorsque Duke passe à proximité.
- Tourelle terrestre : Placées sous la surfaces du sol, ces systèmes défensifs s'éjectent hors du sol et projettent des salves de protons en direction de Duke. Lorsqu'elles sont encore sous terre, elles forment de petites monticules à la surface.
- Garde: Dépourvu d'armure mais équipé d'un prototype d'arme surpuissant à tir d'électrons, le garde a besoin de quelques secondes pour se remettre du recul de son arme.
- Garde d'élite : Protégés par une armures à absorption d'énergie, ces gardes sont équipés de puissants fusils à protons dont le défaut réside dans le temps de recharge pendant lequel ils sont vulnérables.
- Para-garde : Identique au garde d'élite, à ceci près qu'il dispose d'un parachute pour se déployer rapidement.
- Sonde faucheuse: La sonde faucheuse poursuit Duke en essayant de se positionner au-dessus de sa tête pour le hacher à l'aide de ses lames de rasoirs.
- Sonde mitrailleuse : Cette sonde renferme une puissante mitrailleuse programmée pour tirer sur Duke.
- Sonde éclair : Après s'être positionnée au-dessus de Duke, la sonde éclair projette des boules de feu sur Duke.
- Sonde antichar : Tire des séries de missiles sur Duke lorsqu'il pilote un char.
- Sonde missile : Tire sans interruption des missiles à courte portée sur Duke.
- Sonde missile HS : Incapables de tirer des missiles, ces sondes défectueuses explosent lorsque Duke passe à proximité.
- Zombie : Victimes des premières expériences zorgonites sur l'homogénéisation des cerveaux, ces créatures lobotomisées attaquent sauvagement Duke dès qu'elles en sont la possibilité.
- Sentinelle : Extrêmement mobiles et équipées d'une armure ultra-résistante, les sentinelles tirent des salves de laser en pourchassant Duke.
- Slime : Masse de boue capable de se déplacer très rapidement et qui attaque Duke en s'accrochant à lui. Ces créatures zorgonites, qui n'en sont encore qu'au stade expérimental, sont enfermés dans des conteneurs de verre. Lorsqu'un conteneur se brise (sous l'impact d'une balle perdue par exemple), le slime s'en échappe et prend Duke en chasse.
- Scientifique Zorgonite : Peu agressifs, les scientifiques ne portent pas d'armures. Ils sont toutefois armés de prototypes d'armes hyper-puissantes.
- Opérateur Radium : Protégés par leur combinaison antiradiation grise, ces soldats projettent des matériaux radioactifs sur Duke sans être affectés par les radiations.
- Opérateur Mortier : Protégés par une épaisse armure rouge, ces soldats font pleuvoir des grenades à un rythme régulier sur Duke.
- Baron jaune : Ce personnage passe son temps à survoler le chantier et à larguer de lourds tonneaux de matières toxiques sur Duke.
- Conduit d'aération : Petite ouverture murale qui permet d'évacuer les émanations toxiques produites par les moteurs du vaisseau spatial.
- Guelfe : Petite créature à fourrure d'apparence inoffensive qui se jette sur Duke pour le mordre.
- Guerrier impérial : L'un des ennemis les plus puissants qu'aura à combattre Duke. Les guerriers impériaux portent une armure multi-plaques et sont armés d'un fusil à décharge nucléaire.
- Grenadier impérial: Ont suivi le même entraînement que les guerriers impériaux, mais sont armés d'un puissant lance-grenades.
- Mutant cryogénique : Autres cobayes malchanceux des expériences zorgonites, ces mutants projettent une toxine bleue sur Duke dès qu'ils sont libérés de leur cellule de stase. Ils explosent violemment lorsqu'ils sont détruits.
- Slimace : Petit personnage visqueux et destructeur qui pourchasse Duke en bondissant et explose lorsqu'il se trouve dans son rayon de déflagration.
- Fantassin : Membres de l'infanterie légère zorgonites, les fantassins constituent une unité d'assaut réduite et mobile.
- Commando Zorgonites : Unités d'élite, les commandos disposent d'une vaste gamme de déplacements et de puissants fusils à compression.
- Targ : Autres produits des expériences zorgonites, les targs se déplacent en sautant et en tirant des décharges d'électrons avec leurs yeux.
- Morphite : Ces petites créatures extrêmement rapides disparaissent aussi vite qu'elles apparaissent. Leur méthode consiste à apparaître brusquement devant Duke pour l'attaquer. Les Morphites n'ont pas d'armures mais leur vitesse de déplacement les rend difficiles à abattre.
- Para-bombe : Ces armes antichars explosent au moindre contact.
- Unité de défense aérienne: Ces trois vaisseaux aéroportés sont conçus pour détruire tout appareil volant. Ils tirent des séries de missiles dont le système de tête chercheuses demeure approximatifs.

### Véhicules
- Char : Le char zorgonite que Duke Nukem peut utiliser est recouvert d'un épais blindage à absorption d'énergie. Ce blindage est impénétrable mais peut finir par s'user. Après avoir subi des tirs nourris, le char explose (et Duke avec). Le char est équipé d'un mécanisme de saut hydraulique extrêmement puissant.
- Vaisseau fusée : Ce petit appareil très maniable dispose d'une quantité quasi illimitée de missiles.

### Armements
Toutes les armes (à l'exception du fusil) disposent d'une quantité limitée de munitions. Pour ne pas en manquer, Duke doit récupérer des munitions supplémentaires dans chaque niveau.
- Fusil : Cette arme à capacité de tir moyenne et de faible puissance est l'arme standard de Duke.
- Mitrailleuse : La mitrailleuse cause autant de dégâts que le fusil, mais deux fois plus vite.
- Fusil paralysant : Extrêmement efficace, ce fusil paralyse instantanément tout ennemi pendant trois secondes environ. Duke peut profiter de ce délai pour s'enfuir ou achever le travail à l'aide d'une autre arme.
- Lance-grenades : Tire des grenades qui explosent quelques secondes après le tir. Le comportement des grenades est imprévisible, puisqu'elles roulent et rebondissent sur le sol avant d'exploser. À certains stades de la partie, cette particularité pourra constituer un avantage tactique pour Duke puisque les rebonds lui permettront d'atteindre des ennemis hors de portée.
- Lance-roquettes : Arme à haute capacité de destruction qui tire des roquettes à longue-portée. Attention: le lance-roquettes est encombrant et ralentit Duke dans ses déplacements.
- Lance-flammes : Expulse un jet de flammes qui permet à Duke de se frayer un chemin à travers ses ennemis.
- Mitrailleuse fixe : Cette mitrailleuse à tir rapide est solidement fixée au sol et n'offre pas beaucoup de mobilité. L'arme qui dispose d'une grande quantité de munitions et offre une grande portée de tir est l'une des plus puissantes du jeu.
- Munitions de mitrailleuse : 64 cartouches supplémentaires.
- Munitions de fusil paralysant : 32 cartouches supplémentaires.
- Munitions de lance-grenades : 10 grenades supplémentaires.
- Munitions de lance-roquettes : 6 roquettes supplémentaires.
- Munitions de lance-flammes : 32 cartouches supplémentaires.

### Articles
1. Consommables:
- Bonus de vie: Offre une vie supplémentaire à Duke.
- Cartes d'accès: Permettent d'ouvrir des portes, de désactiver des champs de force, d'activer les ascenseurs et d'accéder aux téléporteurs.
- Mini Pack Santé: Redonne des points de santé à Duke.
- Méga Pack Santé:Redonne à Duke un niveau de santé maximum.
- Pack de réparation de véhicule: Répare partiellement n'importe quel véhicule piloté par Duke.
- Veste blindée: Réduit de moitié l'impact des armes ennemies. Duke perd l'usage de la veste lorsqu'il meurt, quitte un niveau ou à l'expiration du temps d'activation de la veste.
- N-U-K-E-M: Ces cinq lettres sont disséminées sur l'ensemble de la carte. Si Duke réussit à récupérer toutes les lettres et a terminé le niveau, le joueur gagne une vie supplémentaire.
- Orbe d'invulnérabilité: Rend Duke invincible pendant 20 secondes. Cet orbe n'empêche toutefois pas Duke de tomber dans un ravin ou dans un trou.
- Dommage double: Double temporairement la capacité de destruction de toutes les armes de Duke.

2. Non consommables:
- Cristal
- Orbe de données
- Piles

## Accueil
Le jeu est généralement bien accueilli par la presse spécialisée. Il obtient une note générale de 7.5/10 sur l'agrégateur MobyGames. IGN attribue une note de 9/10 au jeu. HonestGamers lui attribue une note de 4,5 étoiles sur 5 disant que : « le jeu est également bien présenté. Les graphismes sont audacieux et colorés, et pleins de petites touches sympathiques - par exemple, si un zombie vous prend à la gorge, le fait de lui tirer dans l'estomac le coupe en deux, et ses jambes s'éloignent de quelques pas avant de s'écrouler. Le son est également très impressionnant pour l'humble GBC. »